# Корноль
Корноль (фр. Cornol) — громада  в Швейцарії в кантоні Юра, округ Порантрюї.

## Географія
Громада розташована на відстані близько 60 км на північний захід від Берна, 15 км на захід від Делемона.
Корноль має площу 10,5 км², з яких на 7,4% дозволяється будівництво (житлове та будівництво доріг), 57,6% використовуються в сільськогосподарських цілях, 33,5% зайнято лісами, 1,4% не є продуктивними (річки, льодовики або гори).

## Демографія
2019 року в громаді мешкало 1043 особи (+14,1% порівняно з 2010 роком), іноземців було 7,3%. Густота населення становила 100 осіб/км².
За віковим діапазоном населення розподілялося таким чином: 21,2% — особи молодші 20 років, 60% — особи у віці 20—64 років, 18,8% — особи у віці 65 років та старші. Було 454 помешкань (у середньому 2,3 особи в помешканні).
Із загальної кількості 400 працюючих 30 було зайнятих в первинному секторі, 257 — в обробній промисловості, 113 — в галузі послуг.